# NGC 2489
NGC 2489 (другие обозначения — OCL 690, ESO 430-SC3) — рассеянное скопление в созвездии Кормы. Открыто Уильямом Гершелем в 1785 году.
Оценки параметров скопления в значительной степени варьируются. Расстояние от скопления до Земли оценивается от 1,8 до 4 килопарсек, возраст — от 40 до 500 миллионов лет, доля элементов тяжелее гелия в звёздах — 1,9%. Радиус скопления составляет 3,5 парсека, скопление имеет лучевую скорость 38 км/с.
Этот объект входит в число перечисленных в оригинальной редакции «Нового общего каталога».